# قشقا-سو (شهرستان آق‌سی)
قشقا-سو (به لاتین: Kashka-Suu) یک منطقهٔ مسکونی در قرقیزستان است که در شهرستان آق‌سی واقع شده‌است. قشقا-سو ۹۳۸ نفر جمعیت دارد.